# کازانئین
کازانئین (به ژاپنی: 花山院 かさんのいん)، عمارتی واقع در هی‌آن-کیو (در حال حاضر در محوطه باغ ملی کیوتو گیوئن) است.
پس از تبدیل شدن به اقامتگاه امپراتور کازان تا زمان بازسازی میجی، زمانی که پایتخت توکیو شد، به حیات خود ادامه داد. گفته می‌شود که در ابتدا محل سکونت شاهزاده سادایاسو، پسر امپراتور سیوا بوده است. بعدها به محل اقامت فوجیوارا تاداهیرا تبدیل شد و مراسمی را برای نوه‌اش، شاهزاده امپراتوری نوریهیرا (امپراتور ری‌زی) برگزار کرد. امپراتور کازان، پسر امپراتور ری‌زی، پس از راهب شدن، این مکان را تبدیل به محل اقامت خود کرد. در سال ۱۰۰۸ (سال پنجم کانکو)، او در اینجا درگذشت و عنوان پس از مرگش به «کازان این» "Kazanin" تغییر یافت.
بعدها، امپراتور سانجو امپراتور فوجیوارا نو ناشی و پسرش شاهزاده امپراتوری آتسوگی به آنجا نقل مکان کردند، اما در آتش‌سوزی در سال ۱۰۱۴ نابود شد (چووا ۳). پس از آن، موروزان دوباره ساخته شد و از فوجی‌وارا یوریمیچی به ارث رسید و توسط هیروکو فوجی‌وارا، امپراتور گوریزی، تصرف شد، اما موروزان بعداً آن را بازسازی کرد و آن را به برادر بزرگ‌ترش، ساداتسونا، که مالک آن پسر موروزانه بود، سپرد آن را به فوجیوارا ایتادا، که داماد او نیز بود، منتقل کرد. ایتادا خود را «کازانئین» می‌نامید و خانواده کازانئین برای نسل‌ها کازانئین را اداره می‌کردند. پس از فروپاشی بازسازی کنمو، امپراتور گو-دایگو توسط آشیکاگا تاکائوجی در معبد کازان-این زندانی شد و در تایهیکی و سایر اسناد نوشته شده است که او مخفیانه فرار کرد و به سمت یوشینو رفت.